# Puig de la Rateta
El Puig de la Rateta o simplement la Rateta és una muntanya de Mallorca, que té una altura de 1110 m. Pertany al municipi de Bunyola i es troba molt propera al Puig de l'Ofre. El principals accés és des de l'embassament de Cúber.